# Aleksandr Cyganow
Aleksandr Prokofjewicz Cyganow (ros. Александр Прокофьевич Цыганов, ur. 26 lipca?/8 sierpnia 1911 w Krasnym Połustrowie, gubernia saratowska, zm. 6 listopada 1984) – radziecki generał major wojsk pancernych.

## Życiorys
W latach 1933–1937 słuchacz Szkoły Dowódców Broni Pancernej Armii Czerwonej. Był oficerem wojsk pancernych, wziął udział w II wojnie światowej, lekko ranny i kontuzjowany w walkach z Niemcami. Dowódca 104 Pułku Czołgów Ciężkich od 1944. W 1951 jako pułkownik pełnił służbę w Wojsku Polskim, został dowódcą 8 Dywizji Zmechanizowanej. Generał major od 1954 roku. Był zastępcą dowódcy Pomorskiego Okręgu Wojskowego do spraw wojsk pancernych i zmechanizowanych. W 1955 roku powrócił do ZSRR.

## Odznaczenia
- Krzyż Oficerski Orderu Odrodzenia Polski (1955)
- Order Czerwonego Sztandaru
- Order Czerwonej Gwiazdy
- Order Wojny Ojczyźnianej I stopnia
- Medal „Za zasługi bojowe”
- Medal „Za obronę Moskwy”
- Medal „Za zdobycie Berlina”
- Medal „Za zwycięstwo nad Niemcami w Wielkiej Wojnie Ojczyźnianej 1941–1945”
- Medal jubileuszowy „30 lat Armii Radzieckiej i Floty”